# Jann Hoffmann
Jann Hoffmann (Vejle, 19 juli 1957 – 16 januari 2023) was een Deens professioneel darter die uitkwam voor de Professional Darts Corporation (PDC). Daarvoor speelde hij voor de rivaliserende World Darts Federation (WDF).
Hoffmann speelde vier keer op het BDO World Professional Darts Championship. In 1990 veroorzaakte hij een grote schok door voormalig wereldkampioen Bob Anderson in de eerste ronde te verslaan. Hij verloor daarna zelf van Cliff Lazarenko in de tweede ronde. Deze prestatie evenaarde hij in 1993 door Bernd Hebecker in de eerste ronde te verslaan. Hij verloor vervolgens van de runner-up uit 1992 Mike Gregory. Hij speelde ook twee keer op de Winmau World Masters. In 1990 en 1992 verloor hij in de eerste ronde van dat toernooi. Hoffmann haalde ook de finale van de Dutch Open in 1991. Hij verloor hierin van de Griek Kostas Lavassas. Ook haalde hij de finale van het Swedish Open in 1993 en drie keer de finale van het Finnish Open: 1989, 1991 en 1992.
Na de Denmark Open in 1994 hield Hoffmann op met het spelen van darts en had hij zich schijnbaar teruggetrokken uit de sport. In 2006 keerde hij echter terug op een Players Championship toernooi, één van de zogenaamde vloertoernooien. Het toernooi werd gehouden in Nederland en georganiseerd door de Professional Darts Corporation.
In januari 2012 werd Hoffmann geselecteerd om Denemarken te vertegenwoordigen in de PDC World Cup of Darts, samen met Per Laursen.
In 2023 overleed Hoffmann na een lang ziekbed.

## Resultaten op Wereldkampioenschappen

### BDO
- 1990: Laatste 16 (verloren van Cliff Lazarenko met 0-3)
- 1992: Laatste 32 (verloren van Eric Bristow met 0-3)
- 1993: Laatste 16 (verloren van Mike Gregory met 1-3)
- 1994: Laatste 32 (verloren van Colin Monk met 0-3)

### WDF

#### World Cup
- 1989: Laatste 64 (verloren van Ulysses Willis met 3-4)
- 1991: Laatste 128 (verloren van Pedro Lopez met 1-4)
- 1993: Laatste 64 (verloren van Russell Stewart met 0-4)